# Vesanto
Vesanto är en kommun i landskapet Norra Savolax i Finland. Vesanto har 1 941 invånare (2021), på en yta av 569,8 km².
Grannkommuner är Keitele, Konnevesi, Rautalampi, Tervo, Viitasaari och Äänekoski.
Vesanto är enspråkigt finskt.

## Politik

### Mandatfördelning i Vesanto kommun, valen 1976–2021
| 3 | 4 | 1 | 11 | 2 |

| 3 | 3 | 1 | 12 | 2 |

| 2 | 4 | 1 | 2 | 11 | 1 |

| 1 | 3 | 2 | 1 | 12 | 2 |

| 2 | 4 | 1 | 1 | 11 | 2 |

| 1 | 4 | 12 | 4 |

| 1 | 3 | 14 | 3 |

| 1 | 4 | 14 | 2 |

| 12 | 9 |

| 6 | 1 | 11 | 3 |

| 11 | 10 |

| 3 | 3 | 15 |

| 13 | 8 |

| 4 | 3 | 13 | 1 |

| 14 | 7 |

| 4 | 2 | 13 | 1 | 1 |

| 13 | 8 |

## Befolkningsutveckling
| Befolkningsutvecklingen i Vesanto kommun 1975–2020                                                           | Befolkningsutvecklingen i Vesanto kommun 1975–2020 | Befolkningsutvecklingen i Vesanto kommun 1975–2020 | Befolkningsutvecklingen i Vesanto kommun 1975–2020 | Befolkningsutvecklingen i Vesanto kommun 1975–2020 |
| --- | -------------------------------------------------- | -------------------------------------------------- | -------------------------------------------------- | -------------------------------------------------- |
| |                                                    |                                                    |                                                    |                                                    |
| År |                                                    |                                                    | Folkmängd                                          |                                                    |
| 1975 | 1975                                               |                                                    | 3 819                                              |                                                    |
| 1980 | 1980                                               |                                                    | 3 572                                              |                                                    |
| 1985 | 1985                                               |                                                    | 3 386                                              |                                                    |
| 1990 | 1990                                               |                                                    | 3 245                                              |                                                    |
| 1995 | 1995                                               |                                                    | 3 082                                              |                                                    |
| 2000 | 2000                                               |                                                    | 2 812                                              |                                                    |
| 2005 | 2005                                               |                                                    | 2 583                                              |                                                    |
| 2010 | 2010                                               |                                                    | 2 426                                              |                                                    |
| 2015 | 2015                                               |                                                    | 2 191                                              |                                                    |
| 2020 | 2020                                               |                                                    | 1 972                                              |                                                    |
| Anm: Uppgifterna avser förhållandena den 31 december nämnda år enligt områdesindelningen den 1 januari 2022. |                                                    |                                                    |                                                    |                                                    |